# Convenção de Chaves
A Convenção de Chaves, celebrada a 20 de Setembro de 1837 e assinada a 7 de Outubro de 1837, foi o acto oficial que marcou o fim da revolta cartista de 1837, mais conhecida por Revolta dos Marechais. Após os vários episódios bélicos em Chaves  e o combate de Ruivães, a Convenção de Chaves marcou a rendição das tropas sublevadas, as quais ficaram à disposição do governo.
Nos termos da Convenção, os oficiais revoltosos manteriam os seus postos, mas seriam pagos de acordo com a tarifa de 1719. Os chefes da revolta, marechal Saldanha, duque da Terceira, duque de Palmela, José da Silva Carvalho e Mouzinho de Albuquerque foram forçados a abandonar Portugal.